# Couvent des Bernardines de Rumilly
Pour les articles homonymes, voir Couvent des Bernardines.
Le couvent des Bernardines situé à Rumilly est la première maison-mère des Bernardines réformées. Fondé en 1622, il est supprimé par la Révolution française et la première annexion de la Savoie. La vie religieuse y reprend au XIXe siècle dans des locaux amputés de la chapelle, mais le couvent est définitivement fermé en 1903 et les religieuses expulsées. De 1923 à 1968, l'ancien couvent sert d'école, avant que l'exiguïté des locaux ne fasse trouver un autre local plus adapté aux enfants.

## Contexte
Louise de Ballon, dès son enfance, est attirée par la vie religieuse ; elle entre à sept ans à l'abbaye Sainte-Catherine du Mont, située dans le Semnoz au-dessus d'Annecy. Le 4 mars 1607, âgée de moins de seize ans, Louise prononce ses premiers vœux. Elle prend pour nom de religion Thérèse. Touchée par la remarque d'une cousine religieuse paraphrasant pour elle la parabole du figuier stérile, elle acquiert peu à peu un désir de réforme, qu'elle partage à quelques compagnes, ainsi qu'à son cousin et directeur spirituel François de Sales à partir de 1606.

## Historique

### Fondation

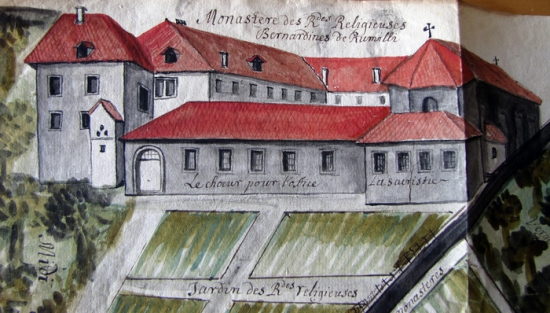
Le couvent de Rumilly.

Les religieuses sont accueillies en 1622 par monsieur de Montfalcon, qui met à leur disposition sa maison située rue de la Draperie, aujourd’hui le n°14 rue d’Hauteville. Par la suite, elles font construire leur couvent dans l'actuelle rue Montpelaz, voisin de celui des Capucins ; elles intentent d'ailleurs à ces derniers un procès afin qu'ils surélèvent le mur mitoyen qui les sépare.
Le couvent, fondé à l'origine comme un établissement isolé, ne tarde pas à devenir la maison-mère d'une congrégation relativement importante.

### Vie du couvent auxXVIIeetXVIIIesiècles

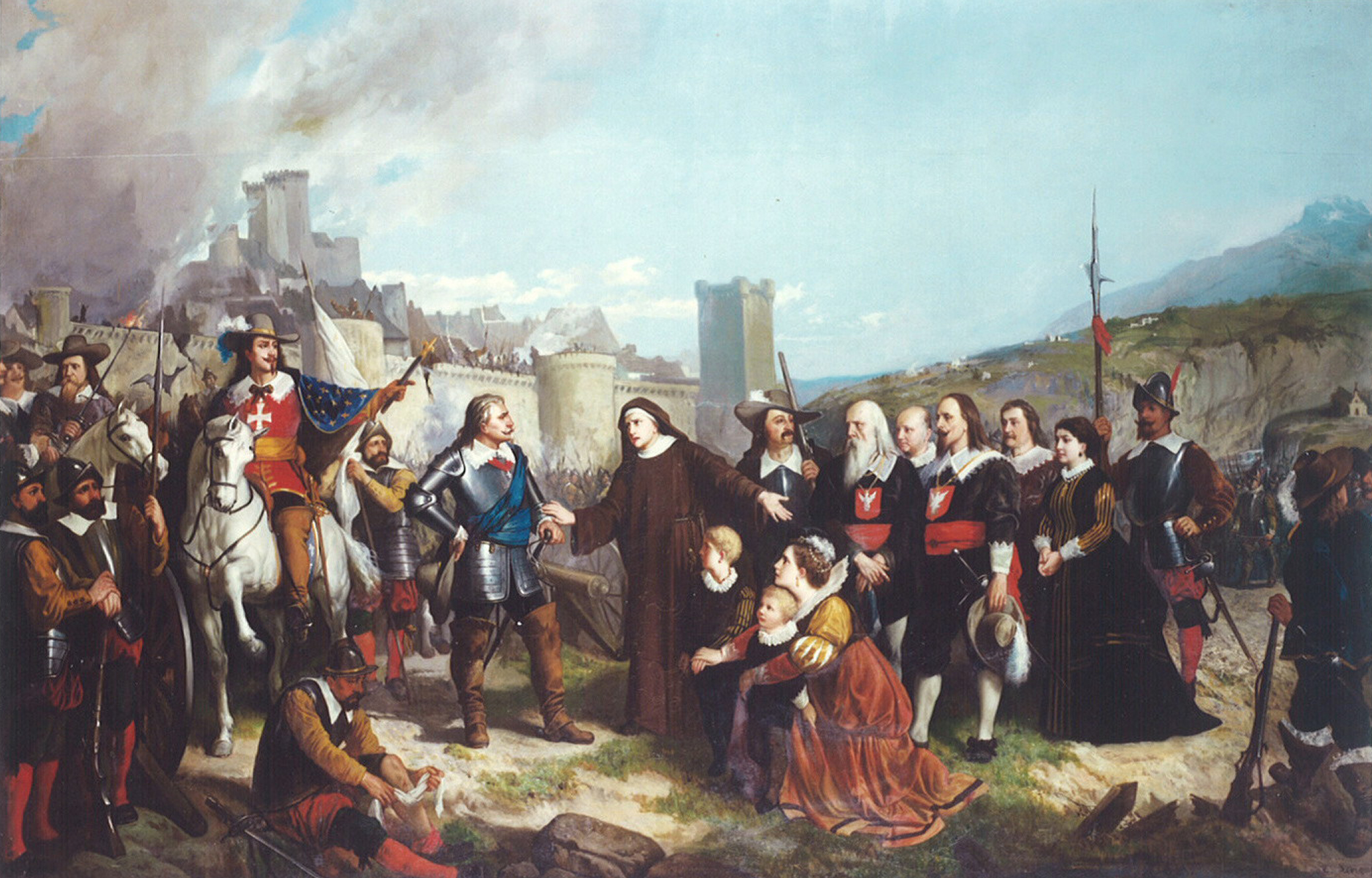
Le siège de Rumilly, 23 mai 1630, tableau de Théodore Levigne (1873) : une religieuse intercédant auprès des armées royales françaises pour que Rumilly ne soit pas incendiée.

Le 23 mai 1630, l'armée de Louis XIII sous le commandement de François de L'Hospital, maréchal du Hallier, met le siège devant Rumilly ; les religieuses intercèdent pour la ville, afin qu'elle ne soit pas incendiée par les troupes royales. L'une d'entre elles, parente du maréchal, qui la presse de sortir avant la mise à sac de la ville, répond qu'elle préfère mourir avec ses concitoyens, ce qui fait fléchir le commandant. L'intercession est un relatif succès, puisqu'il y a pillage et mise à bas de l'enceinte, mais pas d'incendie ni de destruction des bâtiments,.
Comme les cisterciens de la commune observance, la communauté des Bernardines réformées possède des biens qui lui permettent de subvenir à ses besoins. C'est le cas du moulin de Pommerey, site sur la Deysse, à la limite de la commune actuelle de La Biolle. Ce moulin est antérieur à 1732, et subsiste après la disparition du couvent jusqu'au XXe siècle, où il est détruit vers les années 1920.

### À partir de la Révolution
Pendant la Révolution, à l'annexion de la Savoie, en 1793 et 1794, le clocher est abattu et le culte interdit. Sous le Premier Empire, la chapelle est utilisée comme stockage de fourrage et de grains. Plus tard, elle sert de quincaillerie. Entre-temps, le monastère a rouvert mais sans la chapelle. L'expulsion des congrégations, en 1903, met un terme définitif à l'existence légale de la communauté. Toutefois, trois religieuses restent en place jusqu'en 1930.
À partir de 1923, le site est repris par les Frères des écoles chrétiennes laïcisés, qui y ouvrent une école de garçons, avec deux classes. Dès 1930, l'afflux d'élèves (90 à cette date) nécessite l'agrandissement de la structure. En 1967-1968, l'afflux d'enfants nécessite le départ vers des locaux plus adaptés (ancien petit séminaire).

## La Réforme
Un des points les plus importants que les réformatrices souhaitent mettre en œuvre est le retour à une stricte clôture, à l'opposé du système mondain prévalant alors. Effrayées par ces changements menaçant leurs habitudes, les sœurs de Sainte-Catherine non disposées à se réformer résistent. De guerre lasse, après quinze années de tractations (1607-1622), Louise s'établit à Rumilly,. Le second point est le détachement des monastères réformés de la tutelle de l'ordre cistercien, jugé trop corrompu, pour se placer sous la juridiction directe des évêques. Louise s'appuie pour cela sur les conseils prodigués par les pères conciliaires au concile de Trente, qui recommandent l'installation des communautés monastiques dans les villes et sous le contrôle spirituel de l'évêque. Le pape voit d'ailleurs d'un bon œil ce choix urbain et diocésain ; il fait ainsi pression pour que l'ordre cistercien accepte que ses religieuses soient détachées de son emprise directe. Les autres points de la réforme concernent la communauté de biens, le silence et l'oraison.